# Anne-Marie Beukes
Anne-Marie Beukes (15 augustus 1950) is hoogleraar toegepaste linguïstiek aan de Universiteit van Johannesburg. Zij is bestuursvoorzitter van de Zuid-Afrikaanse Academie voor Wetenschap en Kunst.
Beukes' onderzoeksinteresse gaat uit naar de sociologie van taal, taalpolitiek, taalbeleid en -planning, en management, evenals de sociologie van vertaling. Haar onderzoek komt tot uiting in papers die zijn afgeleverd op 28 internationale en 23 lokale vakcongressen, evenals in 20 artikelen in lokale en internationale vaktijdschriften en elf hoofdstukbijdragen in boeken. Ze is een door de NRF beoordeelde onderzoeker en werkt aan een door de NRF gefinancierd project over "Identiteit en de onverwachte zwarte Afrikanen". Ze woont in Lynnwoodrif in Pretoria.

## Carrière
Beukes studeerde aan de Hogeschool John Vorster in Nigel. Hierna behaalt zij een BA-graad in talen aan de toenmalige Randse Afrikaanse Universiteit (RAU), een honneurs- en master's degree in Afrikaans aan de Universiteit van Pretoria en een D.Litt. et Phil.-graad in toegepaste linguïstiek aan de RAU.
Ze begon haar carrière als vertaler bij het provinciale bestuur van Transvaal, waarna ze na een jaar logopedie ging doceren aan de afdeling logopedie van de Universiteit van Pretoria. In 1986 wordt zij docent aan het Departement Linguistiek en Literatuurwetenschap aan de RAU. Tussen 1993 en 2003 is zij hoofd van de Taalplanningssectie van de Nationale taaldienst aan het Departement van Kunst en Cultuur. Daar was zij nauw betrokken bij grootschalige overheidsprojecten op het gebied van taalmanagement, zoals de Language Plan Task Group (LANGTAG), de loodsprojek van de Telephone Interpreting Service for South Africa (TISSA), het Human Language Technology Project en de ontwikkeling van het Nationaal Taalbeleidskader. Hierna keerde zij terug na de RAU (later de Universiteit van Johannesburg) waar ze hoogleraar Toegepaste Taalkunde is en tot 2015 hoofd van de afdeling Taalkunde. Ze doceert vertaalkunde, taalplanning, sociolinguïstiek, cross-culturele communicatie en een aantal andere taalpraktijkcursussen. Ze is ook lid van de Pan-Zuid-Afrikaanse Taalraad (sedert 1996/7).
Sedert 1986 is zij betrokken bij het Zuid-Afrikaans Vertalersinstituut en werd in 2005 tot voorzitter verkozen, een functie die zij tot 2013 vervulde, waarna zij als vice-voorzitter van het instituut fungeerde. Ze vertegenwoordigde dit instituut van 1996 tot 2005 bij de International Federation of Translators (FIT) en was van 2003 tot 2005 plaatsvervangend president van FIT. Vanaf 2005 tot 2012 was ze lid van de Opleidingscommissie van FIT. Zijn is een erkend vertaler van Engels en Afrikaans. In 2014 werd ze verkozen tot voorzitter van de Afrikaanse Taalraad (ATR). Zij is vicevoorzitter van het Expert Advisory Panel on Human Language Technology van het ministerie van Kunst en Cultuur en is tevens lid van het referentiepanel van het ministerie van Kunst en Cultuur voor de beoordeling en opstelling van het Witboek over kunst en cultuur. Ze is sinds 2015 lid van de Raad van de Zuid-Afrikaanse Academie voor Wetenschap en Kunst en werd in 2019 tot bestuursvoorzitter gekozen.

## Werken
Zij is (samen met Marné Pienaar) auteur van "Multilingual Translation Terminology", een verzameling van ongeveer 200 vertaaltermen in het Engels en Afrikaans met bijbehorende definities en praktijkvoorbeelden, evenals gelijkwaardige termen in het Frans, Duits, Spaans en Nederlands. Daarnaast schrijft ze diverse artikelen die verschijnen in wetenschappelijke boeken en tijdschriften. Haar artikel over "Taalbeleid incongruentie en Afrikaanse talen in post-apartheid Zuid-Afrika", gepubliceerd in het juli 2009 nummer van Language Matters: Studies in the Languages of Africa, behoort in 2010 tot de vijf meest geciteerde artikelen uit dit tijdschrift.

## Publicaties
- 2010 – Veeltalige Vertaalterminologie / Multilingual Translation Terminology (samen met Marné Pienaar)

- International Standard Name Identifier: 0000 0000 3942 6982
- Library of Congress Control Number: nb99083528
- Virtual International Authority File: 73351756
- WorldCat: E39PBJxrXckGK84pC3P9cFXw4q